# Louis François Mendy
Louis François Mendy (2 marzo 1999) è un ostacolista senegalese.

## Biografia
Il 18 giugno 2019 grazie al tempo di 13"59 ha stabilito il nuovo record nazionale dei 110 metri ostacoli. In precedenza il primato apparteneva a Moussa Dembélé, che aveva fatto registrare il tempo di 13"70 il 29 giugno 2013 a New York, negli Stati Uniti d'America.
Ai Giochi panafricani di Rabat 2019 ha vinto la medaglia di bronzo nella specialità dei 110 metri ostacoli, terminando alle spalle dell'algerino Amine Bouanani (oro) e del nigeriano Oyeniyi Abejoye (argento).

## Record nazionali

### Seniores
- 110 metri ostacoli: 13"59 (0 m/s) ( Bonneuil-sur-Marne, 18 giugno 2019)

## Palmarès
| Anno | Manifestazione          | Sede         | Evento      | Risultato  | Prestazione | Note |
| ---- | ----------------------- | ------------ | ----------- | ---------- | ----------- | ---- |
| 2017 | Campionati africani U20 | Tlemcen      | 110 m hs    | Argento    | 13"92       |      |
| 2017 | Campionati africani U20 | Tlemcen      | 4×100 m     | Finale     | dnf         |      |
| 2017 | Campionati africani U20 | Tlemcen      | 4×400 m     | 6º         | 3'22"34     |      |
| 2019 | Giochi panafricani      | Rabat        | 110 m hs    | Bronzo     | 14"05       |      |
| 2019 | Mondiali                | Doha         | 110 m hs    | Batteria   | 13"75       |      |
| 2022 | Mondiali indoor         | Belgrado     | 60 m hs     | Batteria   | 7"95        |      |
| 2022 | Campionati africani     | Saint-Pierre | 200 m piani | Batteria   | 21"57       |      |
| 2022 | Campionati africani     | Saint-Pierre | 110 m hs    | Batteria   | dnf         |      |
| 2022 | Mondiali                | Eugene       | 110 m hs    | Batteria   | 13"70       |      |
| 2023 | Mondiali                | Budapest     | 110 m hs    | Semifinale | dq          |      |
| 2024 | Giochi panafricani      | Accra        | 110 m hs    | Oro        | 13"61       |      |
| 2024 | Campionati africani     | Douala       | 110 m hs    | Oro        | 13"49       |      |
| 2024 | Giochi olimpici         | Parigi       | 110 m hs    | Semifinale | 13"34       |      |